# Sociedade Filarmónica Agrícola Lavradiense
A Sociedade Filarmónica Agrícola Lavradiense (SFAL) MHM • MHIH, fundada em 1867, é uma coletividade localizada na freguesia do Lavradio, município do Barreiro, distrito de Setúbal. É a mais antiga coletividade do município do Barreiro e uma das mais antigas do distrito de Setúbal, sendo responsável pelo desenvolvimento de atividades culturais, desportivas e de lazer.
A Sociedade foi fundada em 24 de dezembro de 1867, durante o reinado de D. Luís, e por vontade do proprietário da Quinta da Barra-a-Barra, D. José Maria de Carcomo Lobo, empresário do Teatro Apolo em Lisboa.
Desde então, tem recebido elevadas distinções entre elas a Medalha de Ouro da Área da Cultura da Câmara Municipal do Barreiro, a atribuição da Ordem do Mérito pela Presidente da República, Américo Tomás, em 1986, antes do 25 de Abril, e a Ordem do Infante D. Henrique, no ano de 1993, pelo Presidente da República, Mário Soares.

## Departamentos e atividades

### Departamento cultural
- Biblioteca (Sala Mário Saraiva)[5]
- Cinema e do Audiovisual[6]
- Encontro de Poetas[7]
- Escola de Música Natércia Couto[8]
- jornal Cachaporreiro[9]
- Barreiro Metal Fest[10][11]
- Teatro de Ensaio da SFAL (TESFAL)[12]

### Departamento desportivo
- Campismo[13]
- Basquete[14]
- Futsal[15]
- Ginástica Acrobática[13]
- Ginástica Trampolins[13]
- Karatê[13]
- Natação[13]